# تپه ارمنی کلیی
تپه ارمنی کلیی مربوط به هزاره اول قبل از میلاد است و در شهرستان کلیبر، بخش مرکزی، دهستان پیغام چایی، روستای تازه کند سهریق واقع شده و این اثر در تاریخ ۲۷ بهمن ۱۳۸۷ با شمارهٔ ثبت ۲۴۷۶۱ به‌عنوان یکی از آثار ملی ایران به ثبت رسیده است.